# Tár
Tár (estilizada en mayúsculas como TÁR) es una película de drama psicólogico germanoestadounidense de 2022 escrita y dirigida por Todd Field. Protagonizada por Cate Blanchett, es la primera película de Field desde el estreno de Little Children (2006). El elenco también incluye a Noémie Merlant, Nina Hoss, Sophie Kauer, Julian Glover, Allan Corduner y Mark Strong.
Se estrenó en el 79.º Festival Internacional de Cine de Venecia en septiembre de 2022, donde Blanchett ganó la Copa Volpi a la Mejor Actriz. Tuvo un estreno en cines limitado en los Estados Unidos el 7 de octubre de 2022, antes de un estreno amplio el 28 de octubre por Focus Features. Recibió elogios de los críticos, quienes aclamaron la actuación de Blanchett, la dirección y el guion de Field, y su cinematografía, edición y diseño de sonido. Tanto el Círculo de Críticos de Cine de Nueva York como la Asociación de Críticos de Cine de Los Ángeles la nombraron su mejor película de 2022, mientras que el American Film Institute también la consideró una de las mejores del año. En la 80.ª edición de los Globos de Oro, recibió nominaciones a Mejor película dramática, Mejor guion y Mejor actriz - Drama, ganando esta última. La película fue nombrada la "Mejor película del año" por Vanity Fair, The Atlantic, Variety, The Hollywood Reporter, Entertainment Weekly, y la encuesta anual de IndieWire de 165 críticos en todo el mundo.
A pesar de las críticas positivas, la película ha recaudado 5.5 millones de dólares frente a un presupuesto combinado de producción y marketing de 35 millones de dólares. El marketing previo al lanzamiento de Tár, junto con el uso de críticos de la vida real como Adam Gopnik en la película hablando del personaje central como una persona real, dejó la impresión de que la película era una película biográfica tradicional sobre una directora real y no un trabajo de ficción.

## Premisa
La protagonista de la película es el personaje ficticio Lydia Tár (Blanchett), una de las mejores compositoras / directoras vivas y la primera directora titular de una importante orquesta alemana. La película es un «retrato excepcionalmente detallado de una artista prometeica que al final se izó en su propio cohete».

## Producción

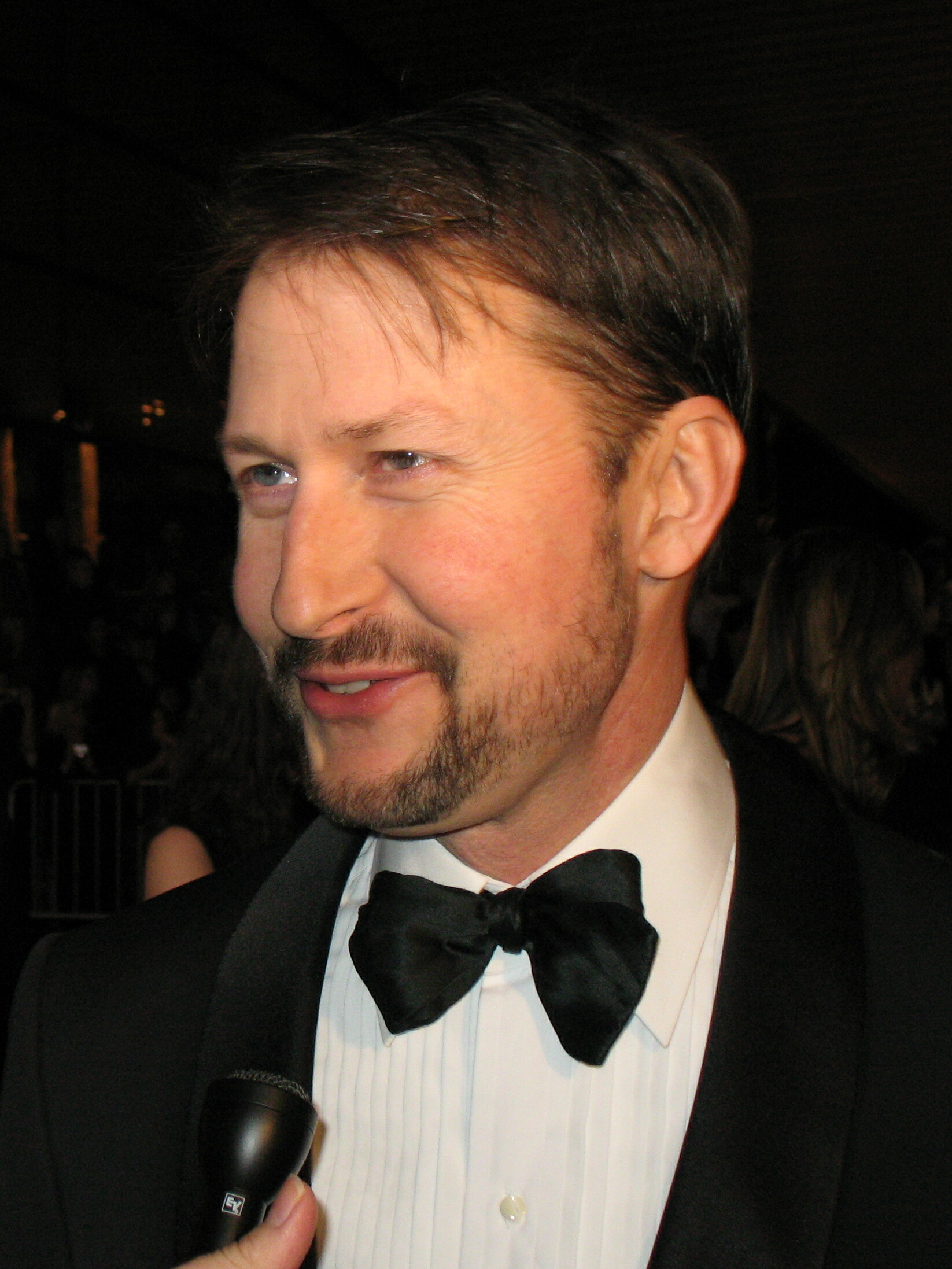
Todd Field, director, escritor y coproductor de la película.

En abril de 2021 se anunció que Cate Blanchett protagonizaría la película, que será escrita y dirigida por Todd Field. En una declaración que acompaña al avance de la película en agosto de 2022, Field dijo que escribió el guion específicamente para Blanchett, y que si ella dijera que no, “la película nunca habría visto la luz del día”. En septiembre de 2021, Nina Hoss y Noémie Merlant se unieron al elenco y Hildur Guðnadóttir se convirtió en la compositora de la película.
El rodaje comenzó en agosto de 2021 en Berlín. En una entrevista con The Guardian en octubre, Mark Strong reveló que había terminado de filmar escenas para la película. En noviembre, se informó que Sophie Kauer, Julian Glover, Allan Corduner y Sylvia Flote se habían unido al reparto. Kauer es una violonchelista clásica británico-alemana que estudió en la Royal Academy of Music.

## Estreno
Tár tuvo su estreno mundial en el 79.ª edición del Festival Internacional de Cine de Venecia el 1 de septiembre de 2022, y su estreno en América del Norte en el Festival de Cine de Telluride el 3 de septiembre de 2022. La película tuvo un estreno limitado el 7 de octubre de 2022, antes de expandirse a un lanzamiento amplio el 28 de octubre.

## Recepción

### Crítica
Tár recibió reseñas generalmente positivas de parte de la crítica y de la audiencia. En el sitio web especializado Rotten Tomatoes, la película posee una aprobación de 91%, basada en 348 reseñas, con una calificación de 8.3/10 y con un consenso crítico que dice: "Dirigida por la melodía altísima de la interpretación de notas perfectas de Cate Blanchett, Tár toca brillantemente el lado discordante del poder alimentado por la fama." De parte de la audiencia tiene una aprobación de 66%, basada en más de 2500 votos, con una calificación de 3.6/5.
El sitio web Metacritic le dio a la película una puntuación de 92 de 100, basada en 59 reseñas, indicando "aclamación universal". En el sitio IMDb los usuarios le asignaron una calificación de 7.4/10, sobre la base de 86 000 votos, mientras que en la página web FilmAffinity la cinta tiene una calificación de 6.8/10, basada en 7467 votos.
Tras su trabajo en Tár, en 2023 Cate Blanchett fue nombrada "la mejor actriz viva" por la revista Rolling Stone. Además, se alzó con la Copa Volpi del Festival Internacional de Cine de Venecia, el Globo de Oro, BAFTA y Critics' Choice Award a la Mejor Actriz.

### Premios y nominaciones
| Premio                                                              | Fecha de la ceremonia    | Categoría                            | Nominado(s)                                  | Resultado    | Ref.          |
| ------------------------------------------------------------------- | ------------------------ | ------------------------------------ | -------------------------------------------- | ------------ | ------------- |
| Premios AACTA                                                       | 24 de febrero de 2023    | Mejor actriz                         | Cate Blanchett                               | Pendiente    | [ 28 ]        |
| Premios AACTA                                                       | 24 de febrero de 2023    | Mejor guion                          | Todd Field                                   | Pendiente    | [ 28 ]        |
| Alianza de Mujeres Periodistas de Cine                              | TBD                      | Mejor película                       | Tár                                          | Pendiente    | [ 29 ]        |
| Alianza de Mujeres Periodistas de Cine                              | TBD                      | Mejor actriz                         | Cate Blanchett                               | Pendiente    | [ 29 ]        |
| Alianza de Mujeres Periodistas de Cine                              | TBD                      | Actuación más encantadora            | Cate Blanchett                               | Pendiente    | [ 29 ]        |
| Alianza de Mujeres Periodistas de Cine                              | TBD                      | Mejor guion original                 | Todd Field                                   | Pendiente    | [ 29 ]        |
| Alianza de Mujeres Periodistas de Cine                              | TBD                      | Mejor edición                        | Monika Willi                                 | Pendiente    | [ 29 ]        |
| American Film Institute Awards                                      | 9 de diciembre de 2022   | Top 10 Películas del Año             | Tár                                          | Ganadora     | [ 30 ]        |
| Boston Society of Film Critics                                      | 11 de diciembre de 2022  | Mejor director                       | Todd Field                                   | Ganador      | [ 31 ]        |
| Asociación de Críticos de Cine de Chicago                           | 14 de diciembre de 2022  | Mejor película                       | Tár                                          | Nominada     | [ 32 ]        |
| Asociación de Críticos de Cine de Chicago                           | 14 de diciembre de 2022  | Mejor director                       | Todd Field                                   | Nominado     | [ 32 ]        |
| Asociación de Críticos de Cine de Chicago                           | 14 de diciembre de 2022  | Mejor actriz                         | Cate Blanchett                               | Ganadora     | [ 32 ]        |
| Asociación de Críticos de Cine de Chicago                           | 14 de diciembre de 2022  | Mejor guion original                 | Todd Field                                   | Nominado     | [ 32 ]        |
| Asociación de Críticos de Cine de Chicago                           | 14 de diciembre de 2022  | Mejor edición                        | Monika Willi                                 | Nominada     | [ 32 ]        |
| Premios de la Crítica Cinematográfica                               | 15 de enero de 2023      | Mejor película                       | Tár                                          | Nominada     | [ 33 ]        |
| Premios de la Crítica Cinematográfica                               | 15 de enero de 2023      | Mejor director                       | Todd Field                                   | Nominada     | [ 33 ]        |
| Premios de la Crítica Cinematográfica                               | 15 de enero de 2023      | Mejor actriz                         | Cate Blanchett                               | Ganadora     | [ 33 ]        |
| Premios de la Crítica Cinematográfica                               | 15 de enero de 2023      | Mejor guion original                 | Todd Field                                   | Nominado     | [ 33 ]        |
| Premios de la Crítica Cinematográfica                               | 15 de enero de 2023      | Mejor montaje                        | Monika Willi                                 | Nominado     | [ 33 ]        |
| Premios de la Crítica Cinematográfica                               | 15 de enero de 2023      | Mejor fotografía                     | Florian Hoffmeister                          |              | [ 33 ]        |
| Premios de la Crítica Cinematográfica                               | 15 de enero de 2023      | Mejor compositor de banda sonora     | Hildur Guðnadóttir                           | Nominado     | [ 33 ]        |
| Asociación de Críticos de Cine de Dallas-Fort Worth                 | 19 de diciembre de 2022  | Mejor película                       | Tár                                          | Cuarto lugar | [ 34 ]        |
| Asociación de Críticos de Cine de Dallas-Fort Worth                 | 19 de diciembre de 2022  | Mejor director                       | Todd Field                                   | Tercer lugar | [ 34 ]        |
| Asociación de Críticos de Cine de Dallas-Fort Worth                 | 19 de diciembre de 2022  | Mejor actriz                         | Cate Blanchett                               | Ganadora     | [ 34 ]        |
| Florida Film Critics Circle                                         | 22 de diciembre de 2022  | Mejor película                       | Tár                                          | Nominada     | [ 35 ]        |
| Florida Film Critics Circle                                         | 22 de diciembre de 2022  | Mejor director                       | Todd Field                                   | Nominado     | [ 35 ]        |
| Florida Film Critics Circle                                         | 22 de diciembre de 2022  | Mejor actriz                         | Cate Blanchett                               | Ganadora     | [ 35 ]        |
| Florida Film Critics Circle                                         | 22 de diciembre de 2022  | Mejor actriz de reparto              | Nina Hoss                                    | Ganadora     | [ 35 ]        |
| Florida Film Critics Circle                                         | 22 de diciembre de 2022  | Mejor guion original                 | Todd Field                                   | Nominado     | [ 35 ]        |
| Premios Globo de Oro                                                | 10 de enero de 2023      | Mejor película dramática             | Tár                                          | Nominada     | [ 36 ]        |
| Premios Globo de Oro                                                | 10 de enero de 2023      | Mejor actriz - Drama                 | Cate Blanchett                               | Ganadora     | [ 36 ]        |
| Premios Globo de Oro                                                | 10 de enero de 2023      | Mejor guion                          | Todd Field                                   | Nominado     | [ 36 ]        |
| Premios Gotham                                                      | 28 de noviembre de 2022  | Mejor película                       | Tár                                          | Nominada     | [ 37 ]        |
| Premios Gotham                                                      | 28 de noviembre de 2022  | Mejor actuación protagonista         | Cate Blanchett                               | Nominada     | [ 37 ]        |
| Premios Gotham                                                      | 28 de noviembre de 2022  | Mejor actuación de reparto           | Nina Hoss                                    | Nominada     | [ 37 ]        |
| Premios Gotham                                                      | 28 de noviembre de 2022  | Mejor actuación de reparto           | Noémie Merlant                               | Nominada     | [ 37 ]        |
| Premios Gotham                                                      | 28 de noviembre de 2022  | Mejor guion                          | Todd Field                                   | Ganador      | [ 37 ]        |
| Premios de la Asociación de Críticos de Hollywood                   | 24 de febrero de 2023    | Mejor película                       | Tár                                          | Pendiente    | [ 38 ]        |
| Premios de la Asociación de Críticos de Hollywood                   | 24 de febrero de 2023    | Mejor película independiente         | Tár                                          | Pendiente    | [ 38 ]        |
| Premios de la Asociación de Críticos de Hollywood                   | 24 de febrero de 2023    | Mejor director                       | Todd Field                                   | Pendiente    | [ 38 ]        |
| Premios de la Asociación de Críticos de Hollywood                   | 24 de febrero de 2023    | Mejor actriz                         | Cate Blanchett                               | Pendiente    | [ 38 ]        |
| Premios de la Asociación de Críticos de Hollywood                   | 24 de febrero de 2023    | Mejor guion original                 | Todd Field                                   | Pendiente    | [ 38 ]        |
| Hollywood Music in Media Awards                                     | 16 de noviembre de 2022  | Mejor película biográfica o musical  | Tár                                          | Ganadora     | [ 39 ]        |
| Premios Independent Spirit                                          | 4 de marzo de 2023       | Mejor película                       | Todd Field, Scott Lambert, Alexandra Milchan | Pendiente    | [ 40 ]        |
| Premios Independent Spirit                                          | 4 de marzo de 2023       | Mejor director                       | Todd Field                                   | Pendiente    | [ 40 ]        |
| Premios Independent Spirit                                          | 4 de marzo de 2023       | Mejor actuación protagonista         | Cate Blanchett                               | Pendiente    | [ 40 ]        |
| Premios Independent Spirit                                          | 4 de marzo de 2023       | Mejor actuación de reparto           | Nina Hoss                                    | Pendiente    | [ 40 ]        |
| Premios Independent Spirit                                          | 4 de marzo de 2023       | Mejor guion                          | Todd Field                                   | Pendiente    | [ 40 ]        |
| Premios Independent Spirit                                          | 4 de marzo de 2023       | Mejor fotografía                     | Florian Hoffmeister                          | Pendiente    | [ 40 ]        |
| Premios Independent Spirit                                          | 4 de marzo de 2023       | Mejor edición                        | Monika Willi                                 | Pendiente    | [ 40 ]        |
| International Film Festival of the Art of Cinematography Camerimage | 19 de noviembre de 2022  | Competencia Principal (Golden Frog)  | Florian Hoffmeister                          | Ganador      | [ 41 ]        |
| London Film Critics' Circle                                         | 5 de febrero de 2023     | Mejor película del año               | Tár                                          | Pendiente    | [ 42 ]        |
| London Film Critics' Circle                                         | 5 de febrero de 2023     | Mejor director del año               | Todd Field                                   | Pendiente    | [ 42 ]        |
| London Film Critics' Circle                                         | 5 de febrero de 2023     | Mejor actriz del año                 | Cate Blanchett                               | Pendiente    | [ 42 ]        |
| London Film Critics' Circle                                         | 5 de febrero de 2023     | Mejor actriz de reparto del año      | Nina Hoss                                    | Pendiente    | [ 42 ]        |
| London Film Critics' Circle                                         | 5 de febrero de 2023     | Mejor guionista del año              | Todd Field                                   | Pendiente    | [ 42 ]        |
| London Film Critics' Circle                                         | 5 de febrero de 2023     | Premio a logros técincos             | Stephen Griffiths                            | Pendiente    | [ 42 ]        |
| Asociación de Críticos de Cine de Los Ángeles                       | 11 de diciembre de 2022  | Mejor película                       | Tár                                          | Ganadora     | [ 43 ]        |
| Asociación de Críticos de Cine de Los Ángeles                       | 11 de diciembre de 2022  | Mejor director                       | Todd Field                                   | Ganador      | [ 43 ]        |
| Asociación de Críticos de Cine de Los Ángeles                       | 11 de diciembre de 2022  | Mejor actriz                         | Cate Blanchett                               | Ganadora     | [ 43 ]        |
| Asociación de Críticos de Cine de Los Ángeles                       | 11 de diciembre de 2022  | Mejor guion                          | Todd Field                                   | Ganador      | [ 43 ]        |
| Asociación de Críticos de Cine de Los Ángeles                       | 11 de diciembre de 2022  | Mejor edición                        | Monika Willi                                 | Nominada     | [ 43 ]        |
| Mill Valley Film Festival                                           | 18 de octubre de 2022    | Película favorita de la audiencia    | Tár                                          | Ganadora     | [ 44 ]        |
| Premios del Círculo de Críticos de Cine de Nueva York               | 2 de diciembre de 2022   | Mejor película                       | Tár                                          | Ganadora     | [ 45 ]        |
| Premios del Círculo de Críticos de Cine de Nueva York               | 2 de diciembre de 2022   | Mejor actriz                         | Cate Blanchett                               | Ganadora     | [ 45 ]        |
| Festival Internacional de Cine de Palm Springs                      | 5 de enero de 2023       | Premio Desert Palm a la Mejor Actriz | Cate Blanchett                               | Ganadora     | [ 46 ]        |
| Festival Internacional de Cine de Santa Bárbara                     | 10 de febrero de 2023    | Mejor intérprete del año             | Cate Blanchett                               | Ganadora     | [ 47 ]        |
| Premios Satellite                                                   | 11 de febrero de 2023    | Mejor película dramática             | Tár                                          | Pendiente    | [ 48 ]        |
| Premios Satellite                                                   | 11 de febrero de 2023    | Mejor actriz dramática               | Cate Blanchett                               | Pendiente    | [ 48 ]        |
| Premios Satellite                                                   | 11 de febrero de 2023    | Mejor guion original                 | Todd Field                                   | Pendiente    | [ 48 ]        |
| Premios Satellite                                                   | 11 de febrero de 2023    | Mejor edición                        | Monika Willi                                 | Pendiente    | [ 48 ]        |
| Asociación de Críticos de Cine de San Luis                          | 18 de diciembre de 2022  | Mejor actriz                         | Cate Blanchett                               | Nominada     | [ 49 ]        |
| Asociación de Críticos de Cine de San Luis                          | 18 de diciembre de 2022  | Mejor guion original                 | Todd Field                                   | Nominado     | [ 49 ]        |
| Asociación de Críticos de Cine de San Luis                          | 18 de diciembre de 2022  | Mejor edición                        | Monika Willi                                 | Nominada     | [ 49 ]        |
| Asociación de Críticos de Cine de San Luis                          | 18 de diciembre de 2022  | Mejor escena                         | "Lydia acosa a un estudiante de Juilliard"   | Nominada     | [ 49 ]        |
| Washington D. C. Area Film Critics Association                      | 12 de diciembre de 2022  | Mejor película                       | Tár                                          | Nominada     | [ 50 ]        |
| Washington D. C. Area Film Critics Association                      | 12 de diciembre de 2022  | Mejor director                       | Todd Field                                   | Nominado     | [ 50 ]        |
| Washington D. C. Area Film Critics Association                      | 12 de diciembre de 2022  | Mejor actriz                         | Cate Blanchett                               | Ganadora     | [ 50 ]        |
| Washington D. C. Area Film Critics Association                      | 12 de diciembre de 2022  | Mejor guion original                 | Todd Field                                   | Nominado     | [ 50 ]        |
| Washington D. C. Area Film Critics Association                      | 12 de diciembre de 2022  | Mejor edición                        | Monika Willi                                 | Nominada     | [ 50 ]        |
| Washington D. C. Area Film Critics Association                      | 12 de diciembre de 2022  | Mejor banda sonora                   | Hildur Guðnadóttir                           | Nominado     | [ 50 ]        |
| Festival Internacional de Cine de Venecia                           | 10 de septiembre de 2022 | León de Oro                          | Todd Field                                   | Nominado     | [ 51 ] [ 52 ] |
| Festival Internacional de Cine de Venecia                           | 10 de septiembre de 2022 | Queer Lion                           | Todd Field                                   | Nominado     | [ 51 ] [ 52 ] |
| Festival Internacional de Cine de Venecia                           | 10 de septiembre de 2022 | Volpi Cup a la Mejor Actriz          | Cate Blanchett                               | Ganadora     | [ 51 ] [ 52 ] |